# Talsperre El Tunal
Die Talsperre El Tunal bzw. Talsperre General Martín Miguel de Güemes (spanisch Represa El Tunal, Dique El Tunal oder Represa General Martín Miguel de Güemes) ist eine Talsperre mit Wasserkraftwerk in der Provinz Salta, Argentinien. Sie staut den Río Salado zu einem Stausee auf. Die Talsperre dient der Stromerzeugung. Sie wurde 1985 fertiggestellt. Die Talsperre wurde nach dem General Martín Miguel de Güemes benannt.

## Absperrbauwerk
Das Absperrbauwerk besteht aus einer Gewichtsstaumauer aus Beton sowie Schüttdämmen auf beiden Seiten. Die Dammkrone liegt auf einer Höhe von 480 m über dem Meeresspiegel. Die Höhe des Bauwerks beträgt 37,5 (bzw. 41) m, die Gesamtlänge liegt bei 3202 m. Für das Absperrbauwerk wurden 121.000 m³ Beton und 4,141 Mio. m³ Schüttmaterial verwendet. Die Talsperre verfügt über eine Hochwasserentlastung, über die maximal 2000 m³/s abgeleitet werden können.

## Stausee
Bei einem Stauziel von 476 m erstreckt sich der Stausee über eine Fläche von rund 34,74 (bzw. 38) km² und fasst 237,4 (bzw. 310) Mio. m³ Wasser.

## Kraftwerk
Das Maschinenhaus des Kraftwerks befindet sich auf der linken Seite der Hochwasserentlastung. Die installierte Leistung beträgt 10,8 (bzw. 12) MW. Die durchschnittliche Jahreserzeugung wird mit 50 Mio. kWh angegeben. Die Jahreserzeugung schwankt: sie lag 2005 bei 38,5 Mio. kWh und 2001 bei 77,2 Mio. kWh. Das Kraftwerk wurde von AES Argentina im November 1995 erworben.